# Dunno Y... Na Jaane Kyon
Pour plus de détails, voir Fiche technique et Distribution.
Dunno Y... Na Jaane Kyon (titre anglais : Don't Know Why ; ডাননো ওয়াই… না জানে কিঁউ, « Je ne sais pas pourquoi ») est un film indien réalisé par Sanjay Sharma et sorti en Inde le 12 novembre 2010. Le film avait été présenté au Kashish, le premier festival de films LGBT indien, à Bombay, en avril 2010. C'est le premier film indien à montrer un baiser entre deux hommes, les deux personnages principaux incarnés par Yuvraaj Parashar et Kapil Sharma.

## Synopsis
Un jeune mannequin s'installe à Bombay dans l'espoir de faire fortune, et, en partie pour aider sa carrière à démarrer, s'engage dans une relation homosexuelle.

## Fiche technique
- Titre original : Dunno Y... Na Jaane Kyon
- Titre anglais : Don't Know Why
- Réalisation : Sanjay Sharma
- Scénario : Kapil Sharma[3]
- Décors :
- Photographie :
- Montage :
- Musique : Nikhil Kamat
- Production : Rajkumari Satyaprakash
- Société de production :
- Distribution : T-Series
- Budget :
- Pays d'origine :  Inde
- Format : Couleurs
- Genre : Drame, romance
- Durée :
- Dates de sortie :
  - Inde Kashish Mumbai International Queer Film Festival) : avril 2010
  - Inde (sortie nationale) 12 novembre 2010

## Distribution
- Kapil Sharma
- Yuvraaj Parashar
- Zeenat Aman
- Helen
- Kabir Bedi
- Maradona Rebello
- Rituparna Sengupta
- Aryan Vaid
- Mahabano Mody-Kotwal
- Asha Sachdev
- Vikrant Rai